# Boj Na Dlouhé

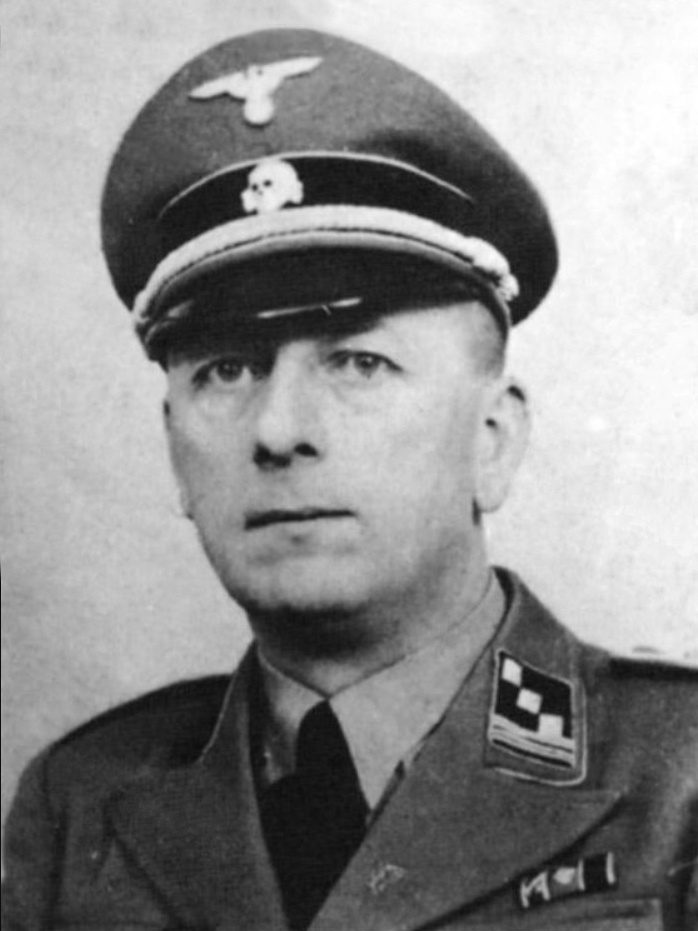
Šéf chrudimského sonderkommanda Paul Hermann Feustel

Boj Na Dlouhé byl útok německých jednotek proti štábu partyzánské brigády Mistra Jana Husa (5 mužů a 2 ženy). Tato brigáda vznikla z dvanáctičlenného výsadku ze Sovětského svazu.

## Boj
Brigáda působila od konce roku 1944 na českomoravském pomezí. Její činnost byla poměrně destruktivní a Němci prováděli rozsáhlé pročesávací akce pro její dopadení.
26. března 1945 byl nalezen štáb brigády v lese, na místě zvaném „Na Dlouhé“. Brzy byl obklíčen německými jednotkami. Partyzáni (z nichž 5 bylo Sovětů a 2 Češi) se bránili celou noc. Boj skončil, až když vyčerpali své náboje a spáchali sebevraždu. Velitel partyzánů Fomin zanechal podle záznamů Gestapa tyto tři lístky:
| „     | 26. 3. 45. Jsme obklíčeni. Vydržíme do konce. Nepřítel - 300 německých vojáků. Budeme střílet do posledního náboje. 4. ukr. front. Žijeme pro český národ, za šťastnou budoucnost slovanských národů, za porážku Němců. Fomin 27. 3. 1945 Nemáme čas prorazit, obklíčili nás. Kapitán Fomin. Umíráme za vlast | “ |
| — 200 | |   |

Samotný Fomin ještě jevil známky života, když padl do rukou Němců, ale v chrudimské nemocnici, kam byl převezen, jej zastřelili. Z celého štábu přežil pouze Miroslav Pich-Tůma, který právě pobýval v Přibyslavi. On poté převzal velení brigády.
Jiří Padevět soudí, že: „Důvodem obklíčení byla zřejmě příliš dlouhá a nacisty zaměřená vysílací relace, na odhalení skupiny se podílel i konfident gestapa a pozdější funkcionář KSČ Josef Veselý.“

## Padlí
Sovětští partyzáni:
- Alexandr Vasiljevič Fomin
- Ivan Vasiljevič Perchun
- Alexandr Nikolajevič Čepurov
- Marija Nikiforovna Poljakovová
- Lydia Alexandrovna Smyková

Čeští partyzáni:
- Jan Janáček
- Josef Coufal

Němci:
- Hermann Heinz

Někteří ze členů partyzánské brigády Mistr Jan Hus
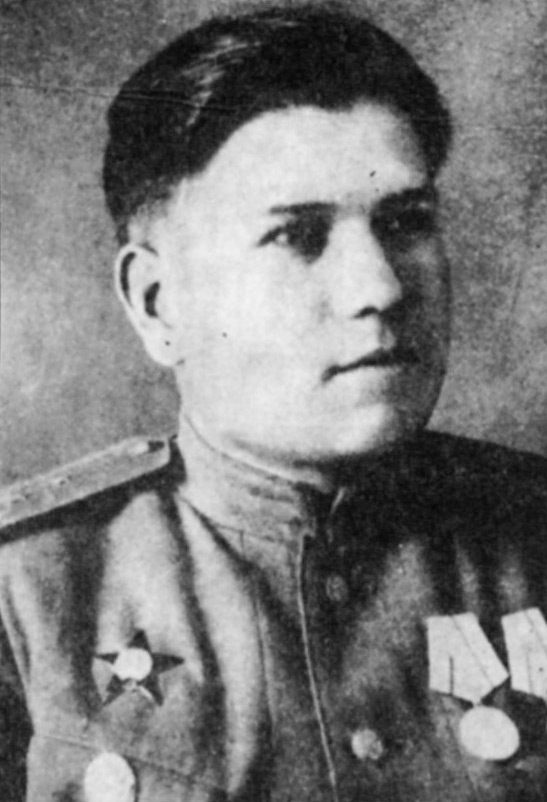
Velitel major Alexandr Vasiljevič Fomin
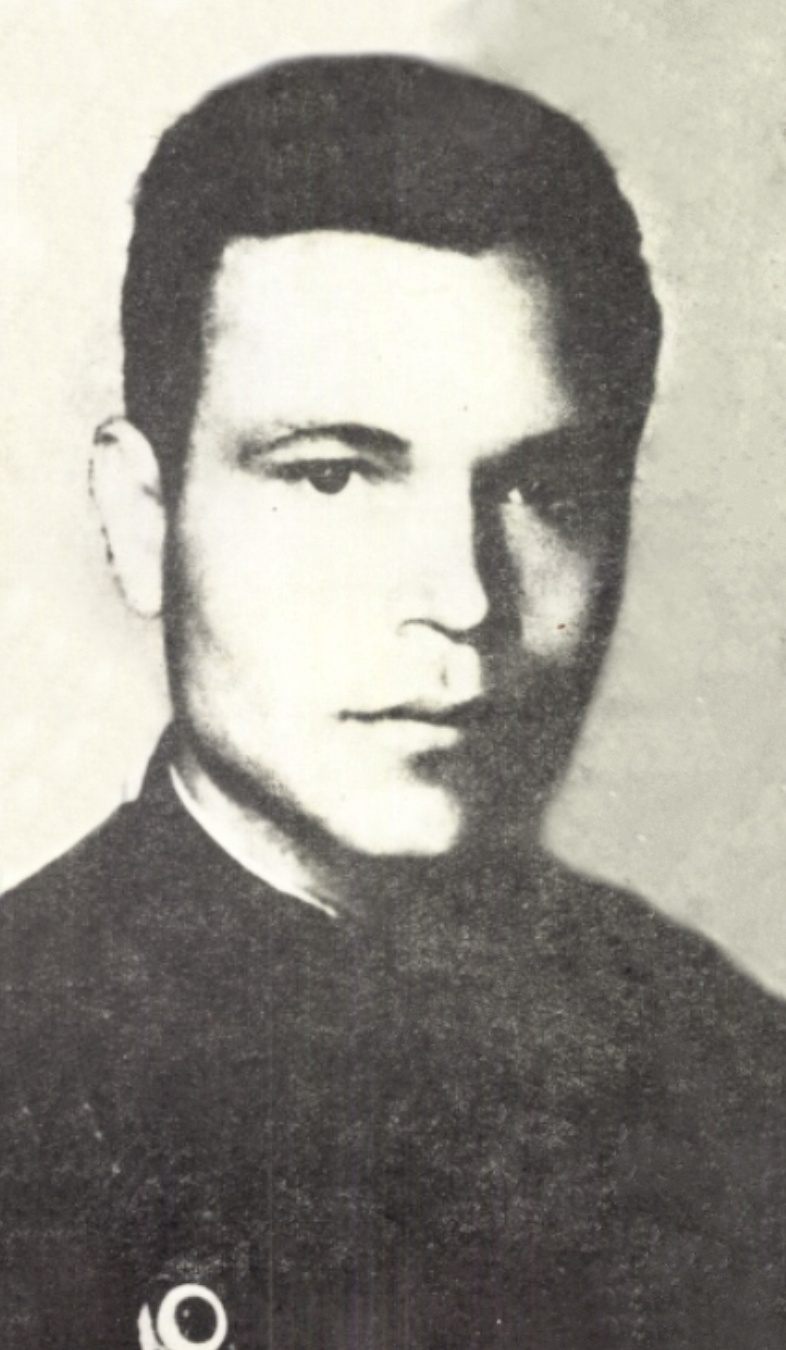
Náčelník štábu nadporučík Ivan Vasiljevič Perchun (* 24. března 1916 – 27. března 1945)
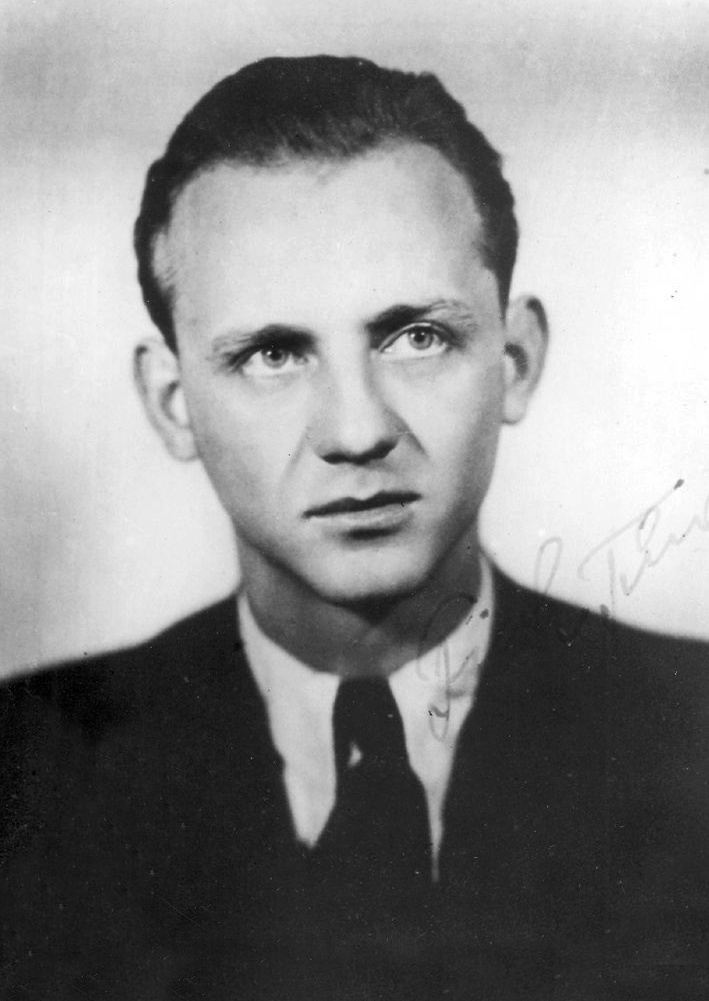
Politický komisař Miroslav Pich-Tůma
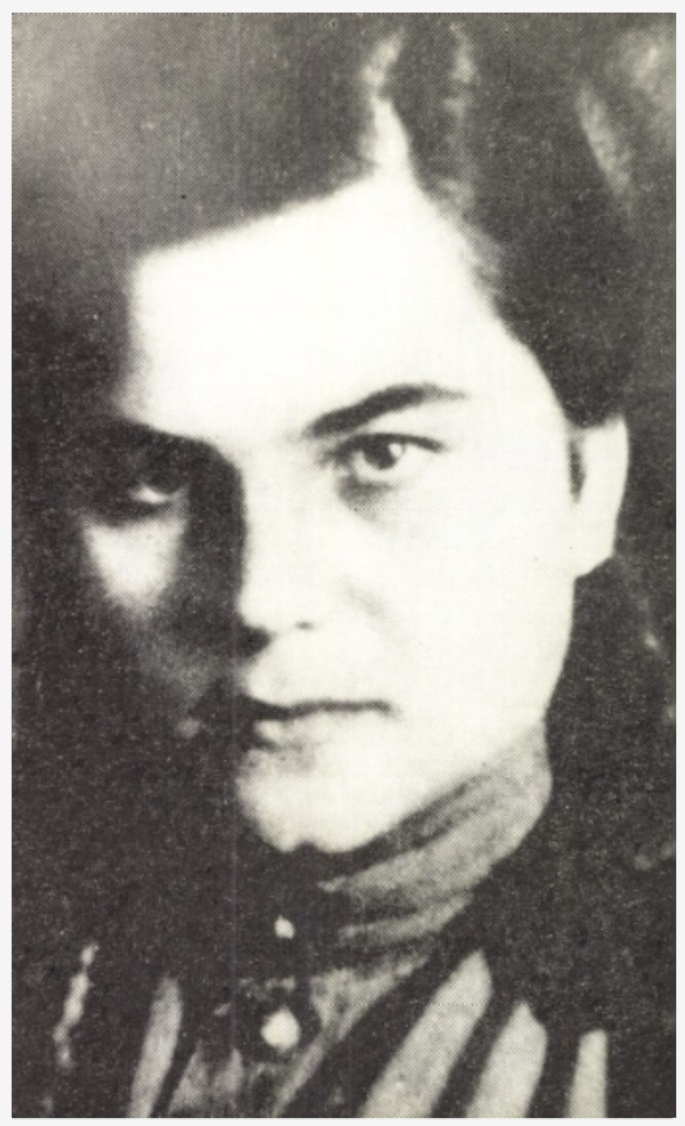
Radistka Marija Nikiforovna Poljakovová (* 22. dubna 1923 – 27. března 1945)